# PalaVarazze
Il Palazzetto dello Sport Gerolamo Craviotto o PalaVarazze è una arena coperta situata a Varazze. È intitolato a Gerolamo Craviotto, storico massaggiatore varazzino dei campioni del ciclismo e del Genoa. 

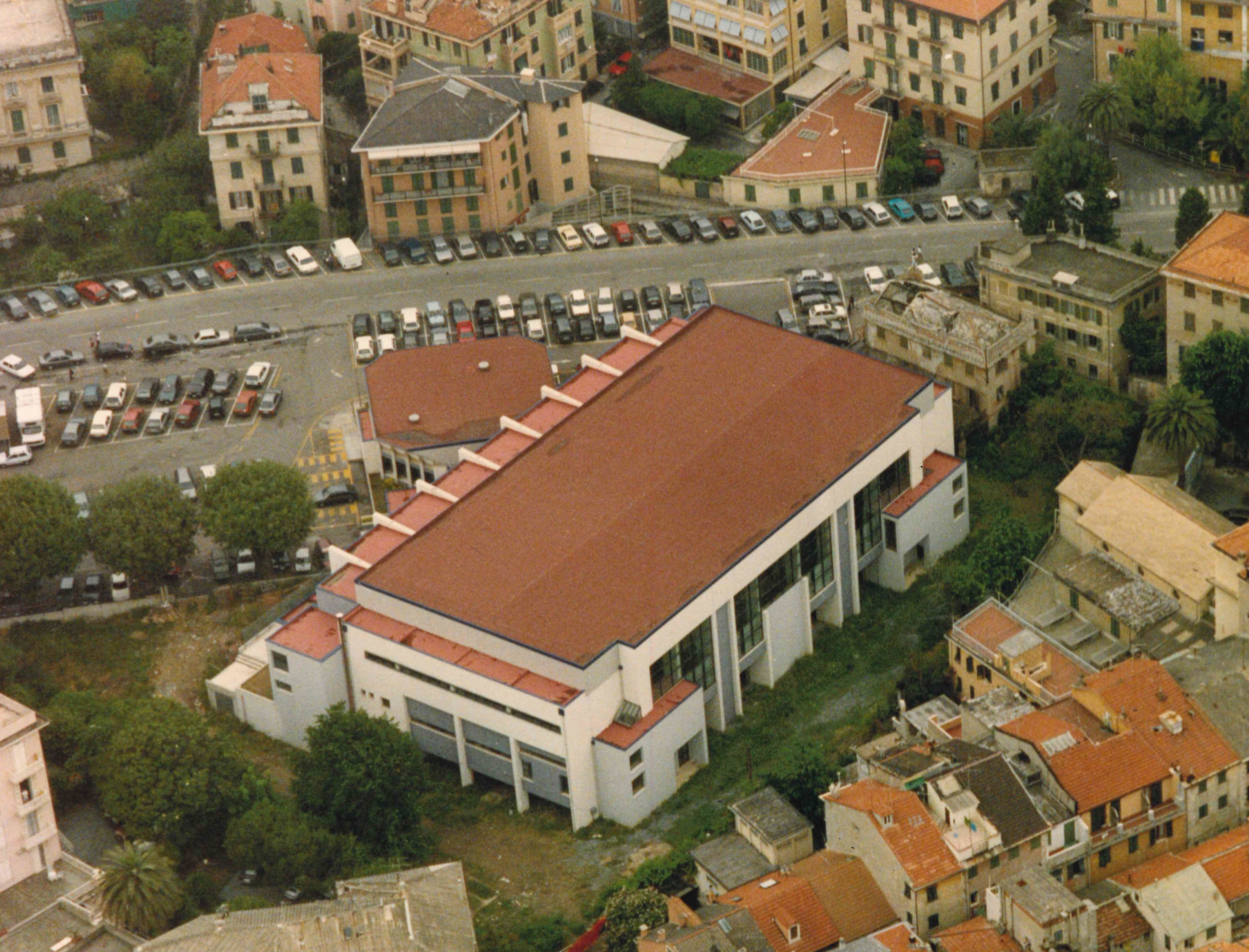
Vista aerea (1992)

La rosa del Genoa 1986-1987, nella quale è presente Gerolamo Craviotto

## Eventi ospitati
È stato utilizzato per le partite casalinghe del CDM Futsal Genova relative al campionato di Serie A 2019-2020 di calcio a 5.